# Sezamská kost

Sezamská (též sesamská, lat. os sesamoideum) kost je taková kost, která je uložená (vmezeřená) ve šlaše svalu. Svým tvarem připomíná sezamové semínko, odkud pochází jejich název. Podobných kostí je v lidském těle více, největší z nich je čéška umístěná v přední části kolenního kloubu. Dvojice sezamských kostí se rovněž vyskytuje v metakarpofalangovém a metatarsofalangovém kloubu. Jejich další výskyt a velikost se může u různých jedinců lišit. Za kost původem sezamskou se považuje i hrášková kost.

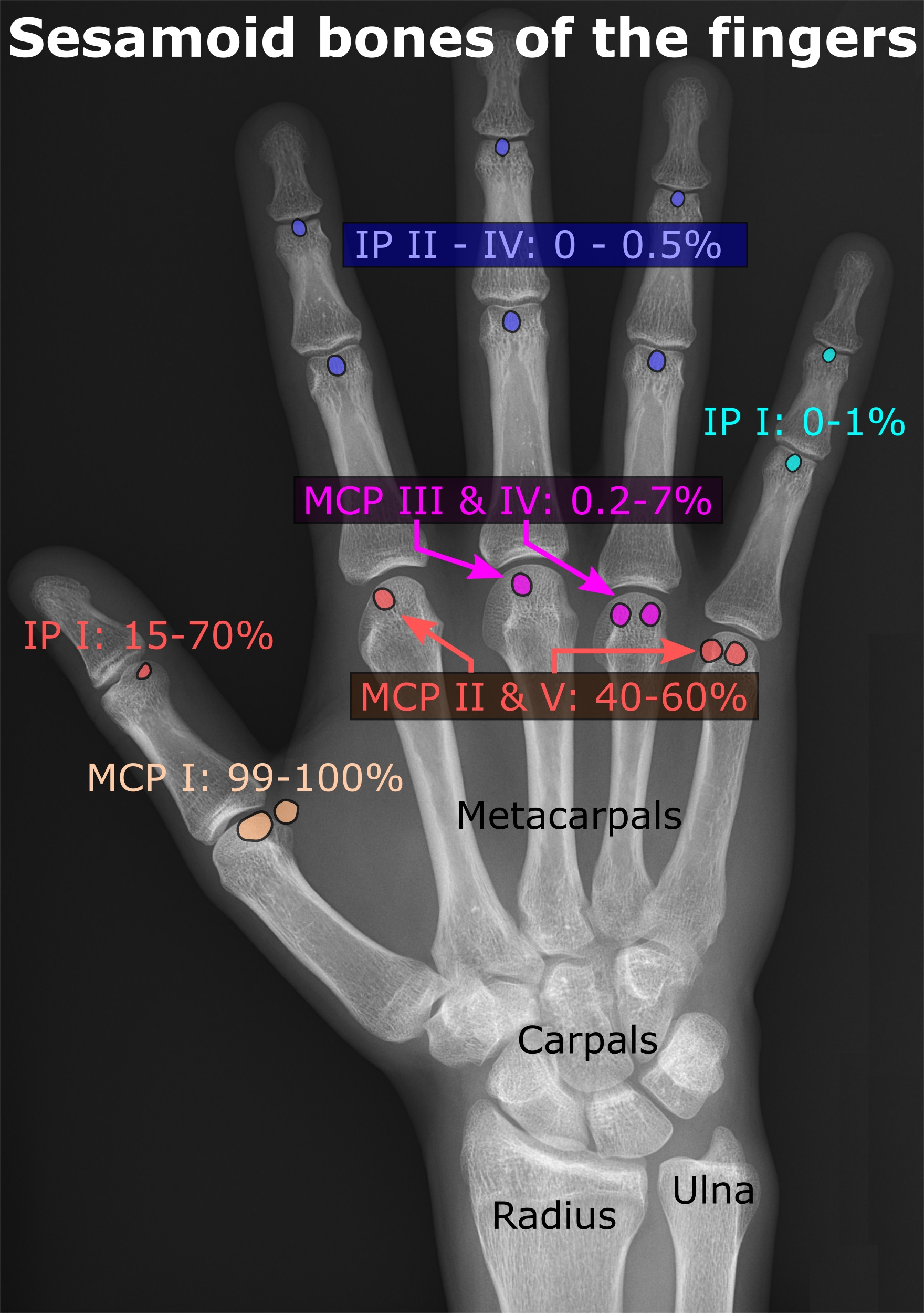
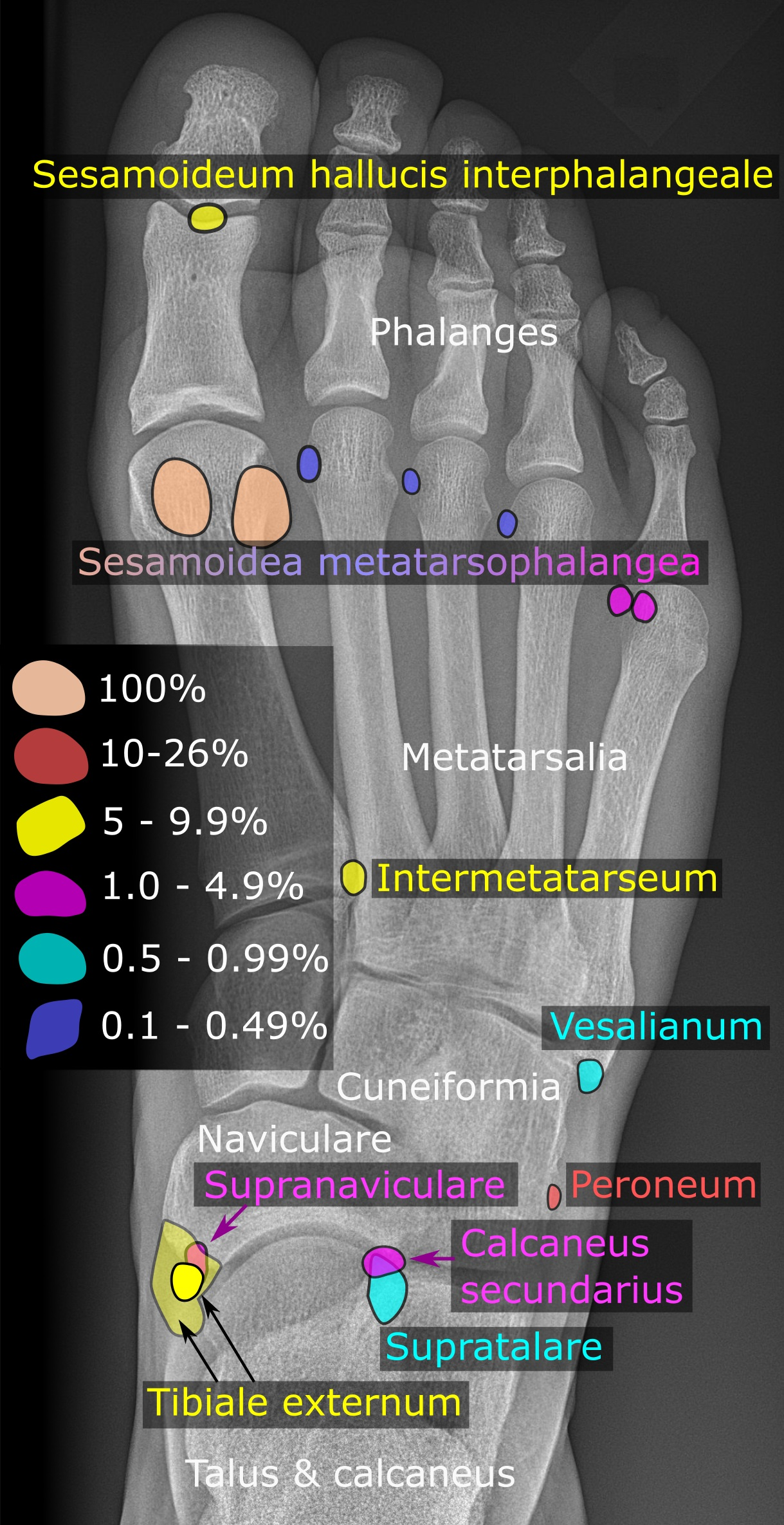
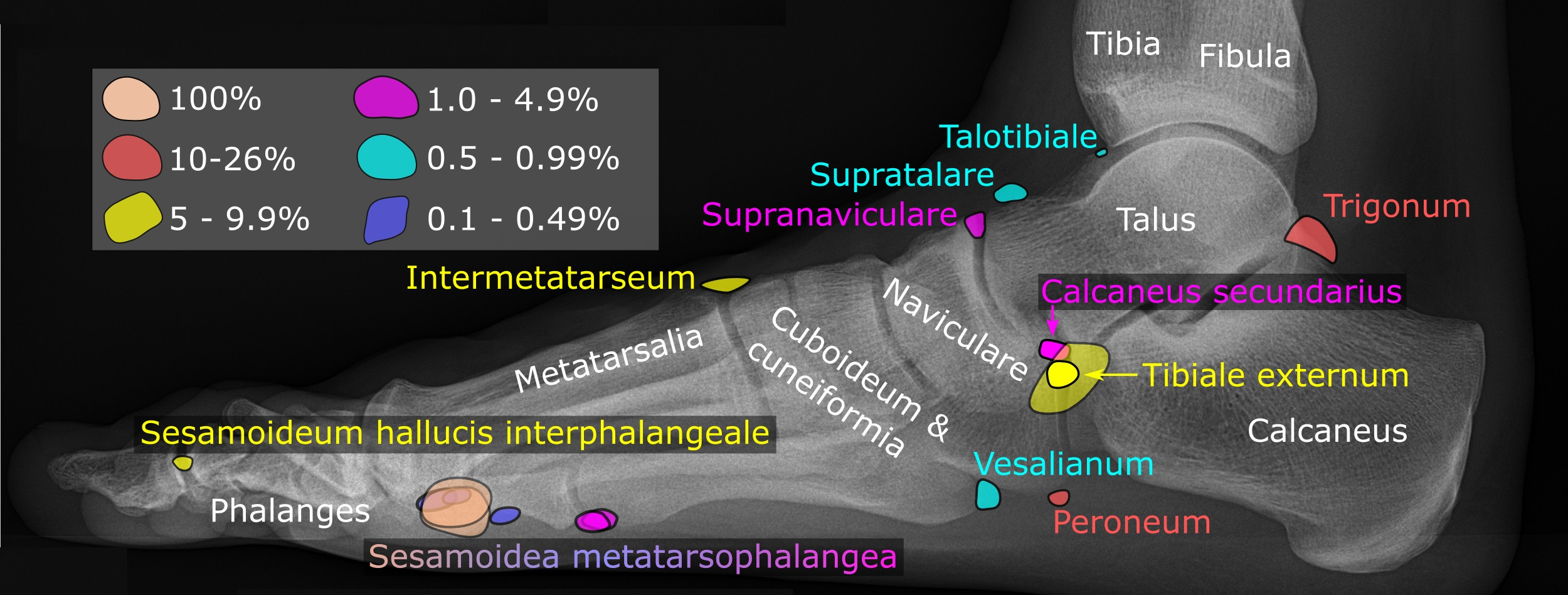